# La Belle au bois dormant (téléfilm)
Pour les articles homonymes, voir La Belle au bois dormant (homonymie).
La Belle au bois dormant est un téléfilm de l'ORTF sorti en 1973. L'histoire est inspirée du conte de Charles Perrault La Belle au bois dormant.

## Distribution
- Isabelle Weingarten, la princesse à l'âge adulte
- Tania Balachova, la reine-mère
- Marie Dubois, la reine Apolline
- Michel de Ré, le roi Pallas